# Норт Пачог (Њујорк)
Норт Пачог (енгл. North Patchogue) насељено је место без административног статуса у америчкој савезној држави Њујорк.

## Демографија
По попису из 2010. године број становника је 7.246, што је 579 (-7,4%) становника мање него 2000. године.
| Група             | 2000.         | 2010.         |
| Белци             | 6.855 (87,6%) | 5.383 (74,3%) |
| Афроамериканци    | 113 (1,4%)    | 164 (2,3%)    |
| Азијати           | 87 (1,1%)     | 129 (1,8%)    |
| Хиспаноамериканци | 686 (8,8%)    | 1.491 (20,6%) |
| Укупно            | 7.825         | 7.246         |